# Sybra singaporensis
Sybra singaporensis är en skalbaggsart som beskrevs av Stefan von Breuning 1973. Sybra singaporensis ingår i släktet Sybra och familjen långhorningar. Inga underarter finns listade i Catalogue of Life.